# Shakil Afridi
Shakil Afridi (geb. 1962) ist ein pakistanischer Mediziner.
Afridi gab 2011 im Auftrag der CIA vor, eine Impfkampagne gegen Hepatitis B durchzuführen, um auf die Wohnanlage von Osama bin Laden in Abbottabad zu gelangen und dessen Anwesenheit durch DNA-Proben zu bestätigen. Der Zugriff auf bin Laden erfolgte am 2. Mai 2011 (Operation Neptune Spear).  
Afridi versuchte danach, das Land über den Grenzübergang bei Torcham zu verlassen, wo er verhaftet wurde. Man legte ihm Verbindungen zu Lashkar-e-Islam zur Last und verurteilte ihn am 23. Mai 2012 zu 33 Jahren Gefängnis.